# Pietro Bottaccioli
Pietro Bottaccioli (* 5. Februar 1928 in Umbertide, Umbrien; † 22. Januar 2017 in Gubbio, Umbrien) war ein italienischer Geistlicher und römisch-katholischer Bischof von Gubbio.

## Leben
Pietro Bottaccioli empfing nach seiner philosophischen und theologischen Ausbildung im Diözesanseminar von Gubbio am 1. Oktober 1950 die Priesterweihe. Er war zunächst als Religionslehrer tätig, ab 1952 auch geistlicher Begleiter im Seminar von Gubbio. Von 1962 bis 1964 war er als Sekretär von Bischof Beniamino Ubaldi Teilnehmer am Zweiten Vatikanischen Konzil in Rom. 1964 wurde er Pfarrer von St. Martin in Gubbio. 1972 graduierte er in Kirchenrecht an der Päpstlichen Lateran-Universität und wurde am regionalen Kirchengericht tätig. 1975 wurde er Pfarrer in Umbertide und Religionslehrer am Lyceum Leonardo da Vinci. Ab 1983 unterrichtete er am Seminar von Assisi und übernahm die Lehre in Kanonischem Recht am Theologischen Institut von Assisi und am Höheren Institut für Religionswissenschaften von Assisi.
Papst Johannes Paul II. ernannte ihn am 26. April 1989 zum Bischof von Gubbio. Der Kardinalpräfekt der Kongregation für die Bischöfe, Bernardin Gantin, spendete ihm am 16. Mai desselben Jahres die Bischofsweihe; Mitkonsekratoren waren Ennio Antonelli, Erzbischof von Perugia-Città della Pieve, und Antonio Ambrosanio, Erzbischof von Spoleto-Norcia. Er war Mitglied der umbrischen Bischofskonferenz und engagierte sich als Publizist und Dekan der umbrischen katholischen Journalisten.
Am 23. Dezember 2004 nahm Papst Johannes Paul II. seinen altersbedingten Rücktritt an. Pietro Bottaccioli starb im Januar 2017 nach mehrtägiger, schwerer Krankheit.